# Bruno Tesch
Bruno Tesch, född 14 augusti 1890 i Berlin, död 16 maj 1946 i Hameln, var en tysk kemist och entreprenör. Tillsammans med Gerhard Peters och Walter Heerdt utvecklade han insektsmedlet Zyklon B. Tesch var medägare till Tesch & Stabenow, ett företag specialiserat på skadedjursbekämpning. Företaget levererade under andra världskriget stora mängder Zyklon B till nazistiska förintelseläger, i huvudsak Auschwitz.

## Biografi
Efter avlagd studentexamen studerade Tesch matematik och fysik vid Göttingens universitet och kemi vid Berlins universitet. Han promoverades år 1914 och deltog en kort tid som krigsfrivillig i första världskriget. Efter att ha sårats kallades han till Fritz-Haber-Institut der Max-Planck-Gesellschaft i Dahlem, där han under Fritz Habers ledning bedrev forskning kring kemiska vapen. Han var därtill Habers personliga assistent.
År 1920 fick Tesch anställning vid Degesch, Tyska bolaget för skadedjursbekämpning och två år senare blev han direktor för bolagets kontor i Hamburg, som främst inriktade sig på desinfektion av fartygsutrymmen. År 1923 grundade han tillsammans med handelsmannen Paul Stabenow företaget Tesch & Stabenow (förkortat Testa), som med vätecyanid bedrev skadedjursbekämpning i lagerbyggnader och fartygsutrymmen i Hamburgs hamn. År 1933 blev Tesch medlem i Nationalsocialistiska tyska arbetarepartiet (NSDAP) och Förderndes Mitglied der SS, stödjande medlem i Schutzstaffel (SS). Från juni 1942 var han ensam ägare till Testa.
Den 3 september 1941 utfördes det första experimentet med att döda människor med Zyklon B i Auschwitz. Medlet visade sig vara mycket effektivt och Testa kom under andra världskriget att förse förintelseapparaten i Auschwitz med stora mängder Zyklon B. I kontakt med luften utvecklade det kristallinska ämnet Zyklon B cyanväteångor, som i de lufttäta kamrarna dödade människorna genom andningsförlamning.

### Rättegång
I september 1945 greps Tesch, hans medarbetare Karl Weinbacher och en av företagets anställda, Joachim Drosihn, av amerikanska myndigheter. De ställdes i mars 1946 inför en amerikansk militärdomstol i Hamburg, anklagade för att känt till att det gasningsmedel de levererade till Auschwitz användes för att döda människor.
Tesch bedyrade att han inte kände till att Zyklon B användes för att gasa människor, men ett av åklagarsidans vittnen, en av företagets stenografer, intygade att Tesch efter en tjänsteresa i juni 1942 hade förklarat att Zyklon B användes för just detta ändamål. Tesch och Weinbacher dömdes till döden, medan Drosihn frikändes. Tesch avrättades genom hängning den 16 maj 1946.